# Synchrogazer
Singles de Nana Mizuki
Junketsu Paradox
(2011) Time Space EP
(2012)
Synchrogazer est le 26e single de la chanteuse et seiyū japonaise Nana Mizuki sorti le 11 janvier 2012 sous le label King Records. Il arrive 2e à l'Oricon. Il se vend à 51 017 exemplaires la première semaine et reste classé onze semaines pour un total de 77 779 exemplaires vendus.
Synchrogazer a été utilisé comme thème d'ouverture de l'anime Senhime Zesshō Symphogear. Love Brick a été utilisé comme thème musical pour le drama Switch Girl!! sur Fuji TV II. Synchrogazer se trouve sur l'album Rockbound Neighbors.

## Liste des titres
| 1. | Synchrogazer      | 4:27 |
| 2. | Love Brick        | 4:43 |
| 3. | Risouron (理想論) | 4:56 |